# شتافنهاغن
اشتافنهاغن (بالألمانية: Stavenhagen) هي بلدة ألمانية تقع في ألمانيا في مكلنبورغ فوربومرن. يقدر عدد سكانها بـ 6,295 نسمة .

## المدن التوأمة
مدينة فردول هي مدينة توأمة لـاشتافنهاغن.